# Winter & Winter
Pour les articles homonymes, voir Winter.
Winter & Winter est un label allemand de jazz, musique improvisée et musique classique, basé à Munich. 

## Histoire
Le label est fondé en 1995 par Stefan Winter à la suite de la disparition de son label JMT Records,,. Depuis 1997, Winter & Winter puble des disques de Dave Douglas, Paul Motian, Jim Black, Fred Frith et Uri Caine et réédité des albums du catalogue JMT, notamment des enregistrements de Steve Coleman, Cassandra Wilson, Greg Osby, Django Bates et Paul Motian.

## Catalogue
Parmi les musiciens les plus connus, on retrouve Jim Black, Uri Caine, Steve Coleman, Dave Douglas, Fred Frith, Paul Motian, Cassandra Wilson, Jean Barraqué.